# Наундорф (Тюрингия)
Наундорф (нем. Naundorf) — посёлок в Германии, в земле Тюрингия, входит в район Альтенбург в составе коммуны Штаркенберг.
Население составляет 510 человек (на 31 декабря 2007 года). Занимает площадь 10,88 км².

## История
Первое упоминание о поселении датируется 1181 годом.
1 декабря 2008 года коммуны Тегквиц и Наундорф, были поглащены коммуной Штаркенберг. Все входящие в коммуну Наундорф поселения: посёлок Наундорф, деревни Добрашюц(de), Краса(de), Оберкосса(de), Танна(de) и Вернсдорф(de) — стали частью коммуны Штаркенберг.

## Галерея

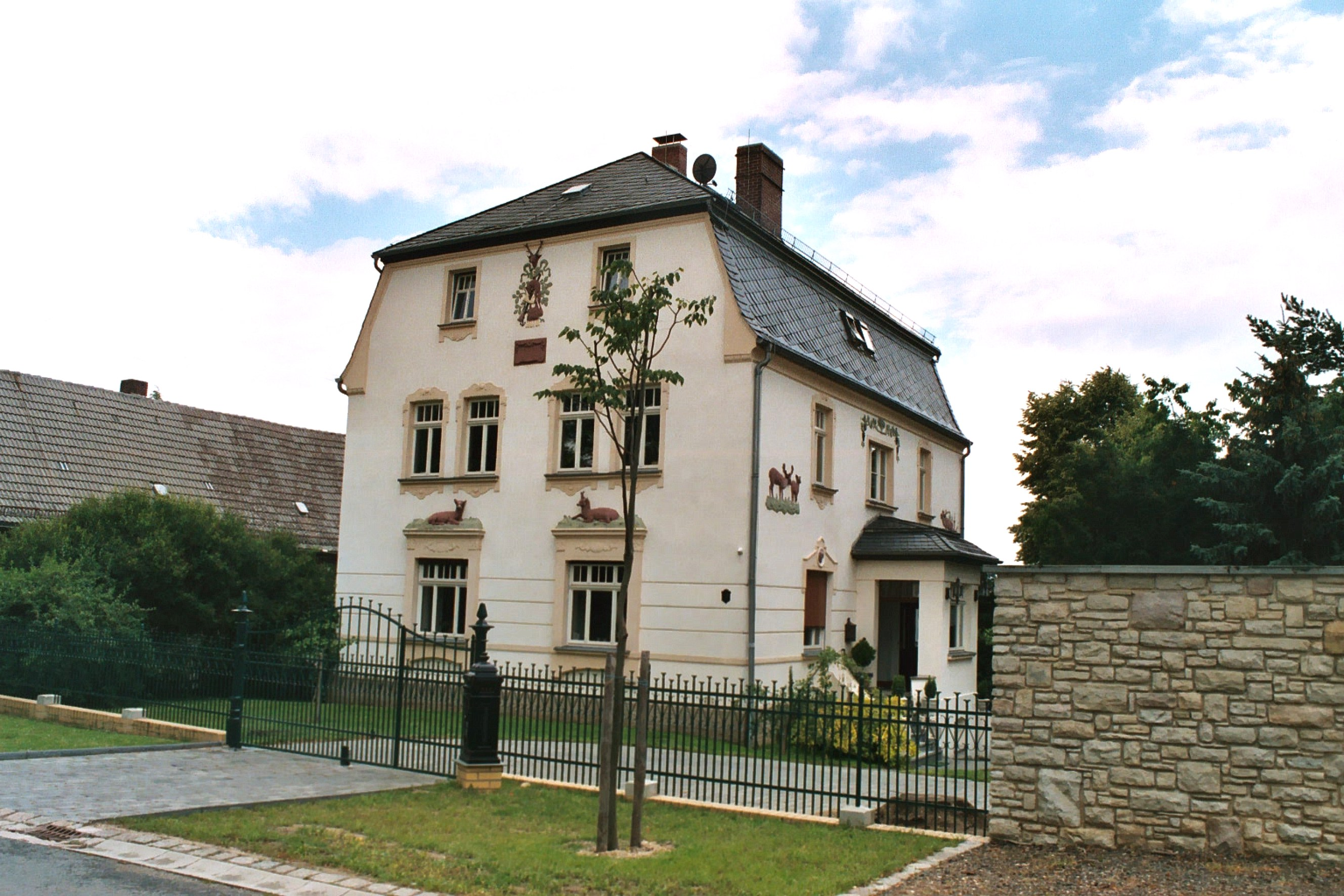
Резиденция мэра Наундорфа
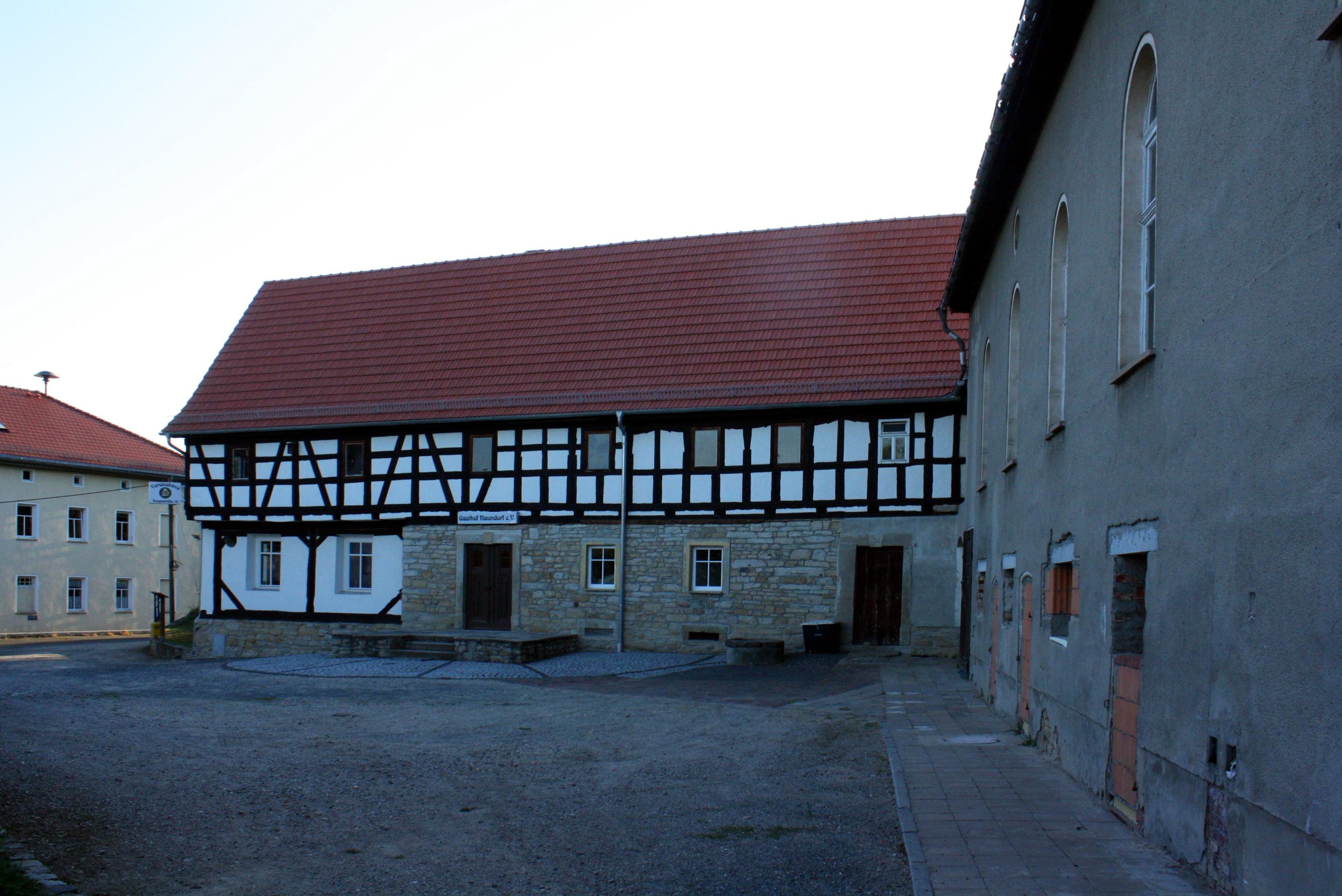
Гостиница Наундорфа
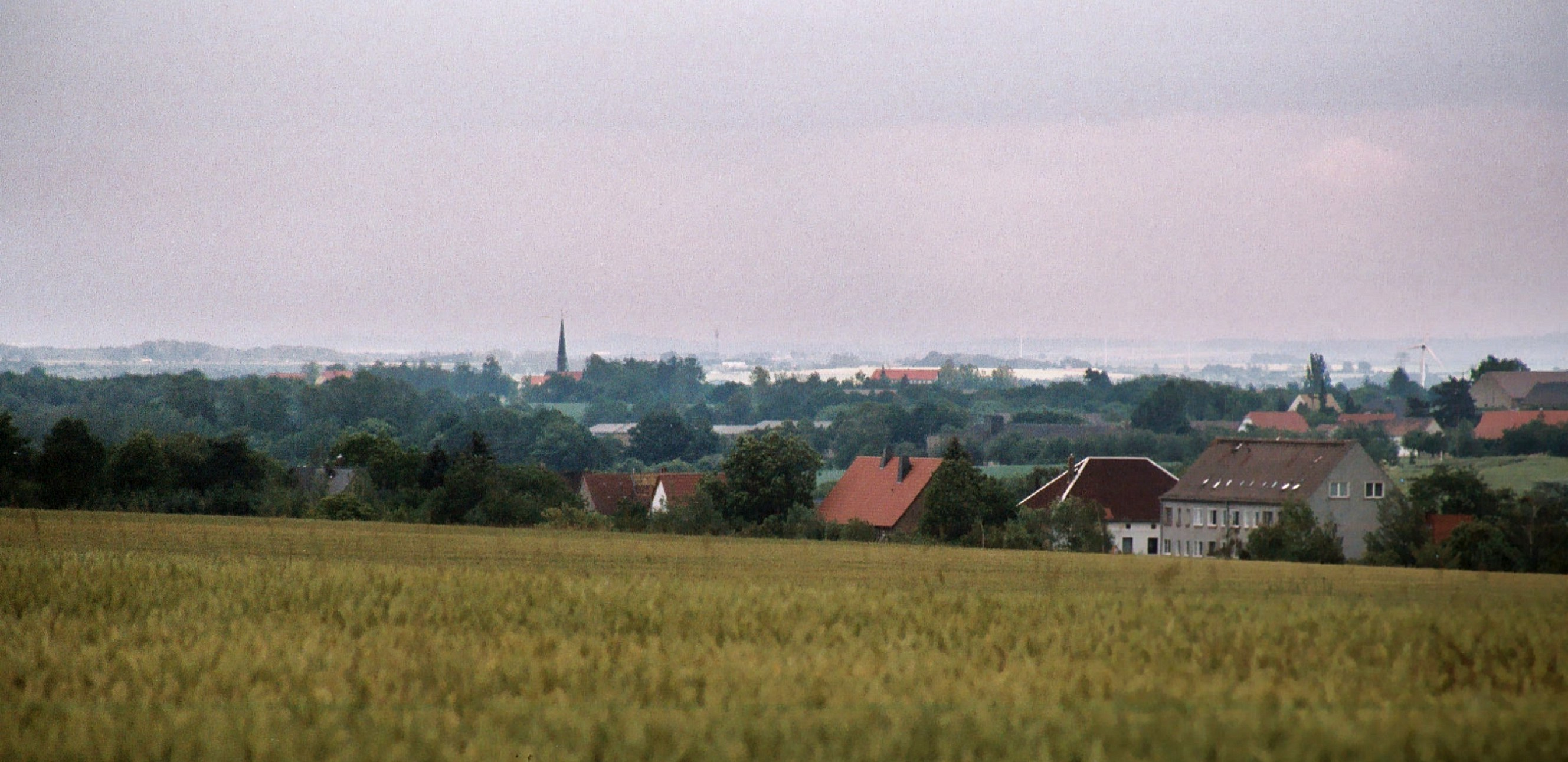
Вид на Наундорф из полей